# Satz von Poincaré-Bendixson
Das Poincaré–Bendixson-Theorem ist ein Satz in der Mathematik über das Verhalten von Bahnkurven in zweidimensionalen stetigen dynamischen Systemen. Es ist benannt nach dem französischen Mathematiker Henri Poincaré, der ursprünglich eine schwächere Form des Satzes verfasste, obwohl er keinen vollständigen Beweis kannte, und nach dem schwedischen Mathematiker Ivar Bendixson, der den vollständigen Satz 1901 bewies.
Er macht Aussagen über die Existenz periodischer Orbits bzw. Grenzzyklen in ebenen dynamischen Systemen.

## Aussage
Das Theorem existiert in einigen äquivalenten Formulierungen. Eine allgemeine Version ist die folgende:
Gegeben sei ein differenzierbares dynamisches System {\displaystyle {\dot {\vec {x}}}=f({\vec {x}})}, das auf einer offenen Teilmenge der Ebene definiert ist: {\displaystyle {\vec {x}}\in \mathbb {R} ^{2}}. Dann ist jede kompakte ω-Limesmenge {\displaystyle \omega (x)}, die nur endlich viele kritische Punkte enthält, entweder
- ein kritischer Punkt,
- ein periodischer Orbit oder ein Grenzzyklus, oder
- eine zusammenhängende Menge, bestehend aus einer endlichen Anzahl von kritischen Punkten zusammen mit homoklinen bzw. heteroklinen Orbits, die diese verbinden. In diesem Fall gibt es höchstens einen Orbit, der verschiedene kritische Punkte in der gleichen Richtung verbindet; für einen kritischen Punkt kann es allerdings mehr als einen homoklinen Orbit geben.

Dabei heißt ein Orbit heteroklin, wenn er verschiedene Fixpunkte verbindet und homoklin, wenn er beim selben Fixpunkt beginnt und endet (dieser ist dann ein Sattelpunkt), das heißt, er enthält sowohl eine stabile als auch eine instabile Mannigfaltigkeit des Fixpunkts. Ein Grenzzyklus ist die periodische Bahn eines anderen Punktes, der sich die Bahn von {\displaystyle x} asymptotisch (spiralförmig) annähert.
Eine andere Formulierung des Satzes lautet, dass ein Orbit, der für alle Zeiten in einer geschlossenen, begrenzten Teilmenge R der Ebene bleibt, die keine Fixpunkte enthält, ein periodischer Orbit sein muss oder er nähert sich asymptotisch einem periodischen Orbit (dem Grenzzyklus). Das ist eine eingeschränktere Version als die obige Formulierung. Zum Beispiel folgt nicht, dass die Limesmengen (für {\displaystyle t\to \infty }) Grenzzyklen oder Fixpunkte sind, sie können auch wie oben erwähnt Verbindungen aus homoklinen oder heteroklinen Orbits (Bahnen) und Fixpunkten sein. Der Satz schließt im Wesentlichen chaotisches Verhalten wie oben definierter dynamischer Systeme in der Ebene aus.
Man beachte, dass der Satz in höheren Dimensionen falsch ist. Das liegt vor allem an der Anwendung des jordanschen Kurvensatzes im Beweis, der die Ebene in zwei Regionen teilt. Schon in drei Dimensionen kann ein Orbit in einem abgeschlossenen begrenzten Gebiet verlaufen, ohne auf einen Fixpunkt oder periodischen Orbit zu treffen. Dort gibt es zum Beispiel das chaotische Phänomen des seltsamen Attraktors.
Der Satz von Poincaré-Bendixson gilt auch nicht für zweidimensionale Gebiete mit anderer Topologie als der Ebene, zum Beispiel den Torus. Hier kann man relativ einfach quasiperiodische Bewegungen konstruieren. Er gilt auch nicht für zweidimensionale Abbildungen, von denen zum Beispiel die Bäcker-Abbildung stark chaotisches Verhalten zeigt oder für die Hénon-Abbildung, die einen seltsamen Attraktor hat.